# Sliced
Sliced es una serie de televisión estadounidense que se estrenó el 22 de abril de 2010 en The History Channel. El programa era conducido por John McCalmont y Budd Kelley, quien "rebanaba", tal como dice el título del programa (sliced significa rebanada en inglés) objetos cotidianos a la mitad para descubrir cómo funcionan.
- Datos: Q2757576